# 鵪鶉谷 (北卡羅來納州)
鵪鶉谷，是美國北卡羅來納州夏洛特市的一個以住宅為主街區，大約位於公園路（Park Road）與卡梅爾路（Carmel Road）之間，在迪爾沃思（Dilworth）的南方和巴蘭坦（Ballantyne）以及派恩維爾（Pineville）的北方，毗鄰鵪鶉谷俱樂部（PGA富國錦標賽的舉辦場地）。